# Инструментален концерт
Инструменталният концерт е вид музикален жанр за инструментална музика, изпълнявана от солист (солисти) и оркестър, възникнал през 17. век.
През 18 век се установява структурата на класическия инструментален концерт, при която първата част е в сонатна форма (с някои особености, произтичащи от спецификата на жанра), втората част е лиричният център на цикъла, а финалът обикновено е във формата на рондо (или рондо-соната).
В началните етапи от развитието на инструменталния концерт водеща роля има солистичната партия. През 19 и 20 век настъпват различни промени в структурата на жанра, както и в съотношението солист – оркестър.
За баща на инструменталния концерт се счита Антонио Вивалди, а класическият инструментален концерт се създава от Волфганг Амадеус Моцарт.